# سيسسيل (أين)
سيسسيل (بالفرنسية: Seyssel)‏ هي بلدية فرنسية تقع في إقليم الأين في فرنسا. رمز إنسي لها هو:1407. أما الرمز البريدي لها فهو: 1420.